# 四號賽普里斯克里克鎮區 (北卡羅萊納州瓊斯縣)
四號賽普里斯克里克鎮區（英語：Township 4, Cypress Creek）是位於美國北卡羅萊納州瓊斯縣的一個鎮區。

## 地方資料
四號賽普里斯克里克鎮區的面積為112.15平方千米，皆為陸地。根據2020年美國人口普查的數據，當地共有人口985人，而人口密度為每平方千米8.78人。